# 古城镇 (镇沅县)
古城镇，是中华人民共和国云南省普洱市镇沅彝族哈尼族拉祜族自治县下辖的一个乡镇级行政单位。
2012年12月28日，云南省人民政府批复同意撤销古城乡，设立古城镇。

## 行政区划
古城镇下辖以下地区：
古城村、京联村、南京村、新建村、民主村、文广村、桂海村、河西村和建民村。